# Suchá hora (879 m)
Suchá hora (879 m) – szczyt na Słowacji w paśmie Magury Spiskiej. Nie znajduje się w jej głównym grzbiecie, lecz w bocznym, południowo-wschodnim grzbiecie opadającym od wierzchołka 1084 m po wschodniej stronie Wietrznego Wierchu (Veterný vrch). Grzbiet ten poprzez Grúň (1038 m) i Kukurę (808 m) opada do miejscowości Drużbaki Wyżne (Vyšné Ružbachy), oddzielając dolinę potoku Rieka od doliny jej dopływu o nazwie Zálažný potok. Suchá hora stanowi w nim niewielkie odgałęzienie opadające do doliny Zálažnego potoku. Jej zachodnie i wschodnie zbocze opada do dolin potoków będących dopływami Zálažnego potoku.   
Suchá hora jest porośnięta lasem i nie prowadzi przez nią żaden szlak turystyczny.